# César Socarraz
César Augusto Socarraz (Lima, 5 giugno 1910 – Lima, 5 giugno 1984) è stato un calciatore peruviano, di ruolo attaccante.

## Carriera

### Club
Ha giocato nella prima divisione peruviana ed in quella cilena.

### Nazionale
Tra il 1939 ed il 1941 ha fatto parte della nazionale peruviana, con cui ha vinto la Coppa America 1939 (primo successo del Perù in tale manifestazione) e partecipato alla medesima competizione nel 1941.

## Palmarès
- Campionato peruviano: 2

Universitario: 1934, 1939
- Campionato cileno: 1

Colo Colo: 1941